# Maison Voeikova
La maison Voeikova est un monument architectural situé à Saint-Pétersbourg, à l'angle de la perspective Kammennoostrovsky et de la rue Bolshaya Monetnaya.
A la fin du XIXe au début du XXe siècle, le marchand A.V. Shuvalov était propriétaire du site.
L'édifice a été construit en 1911-12  comme immeuble d'habitation pour la princesse et propriétaire foncière Maria Vladimirovna Voeikova (1865-1933),. La maison utilise des motifs du néo-classicisme russe, plus caractéristiques de Moscou, œuvre de Domenico Gilardi.

## Galerie

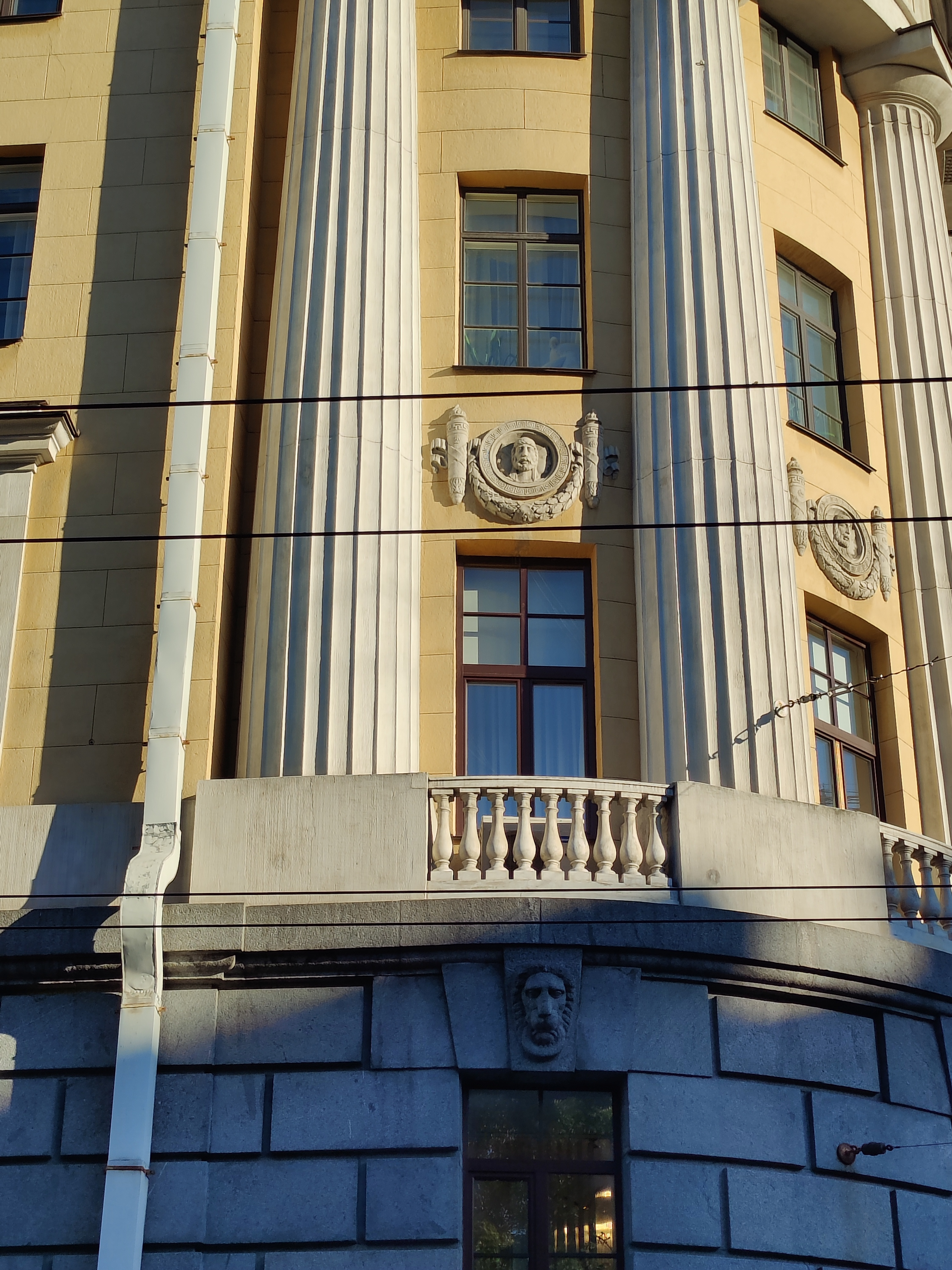
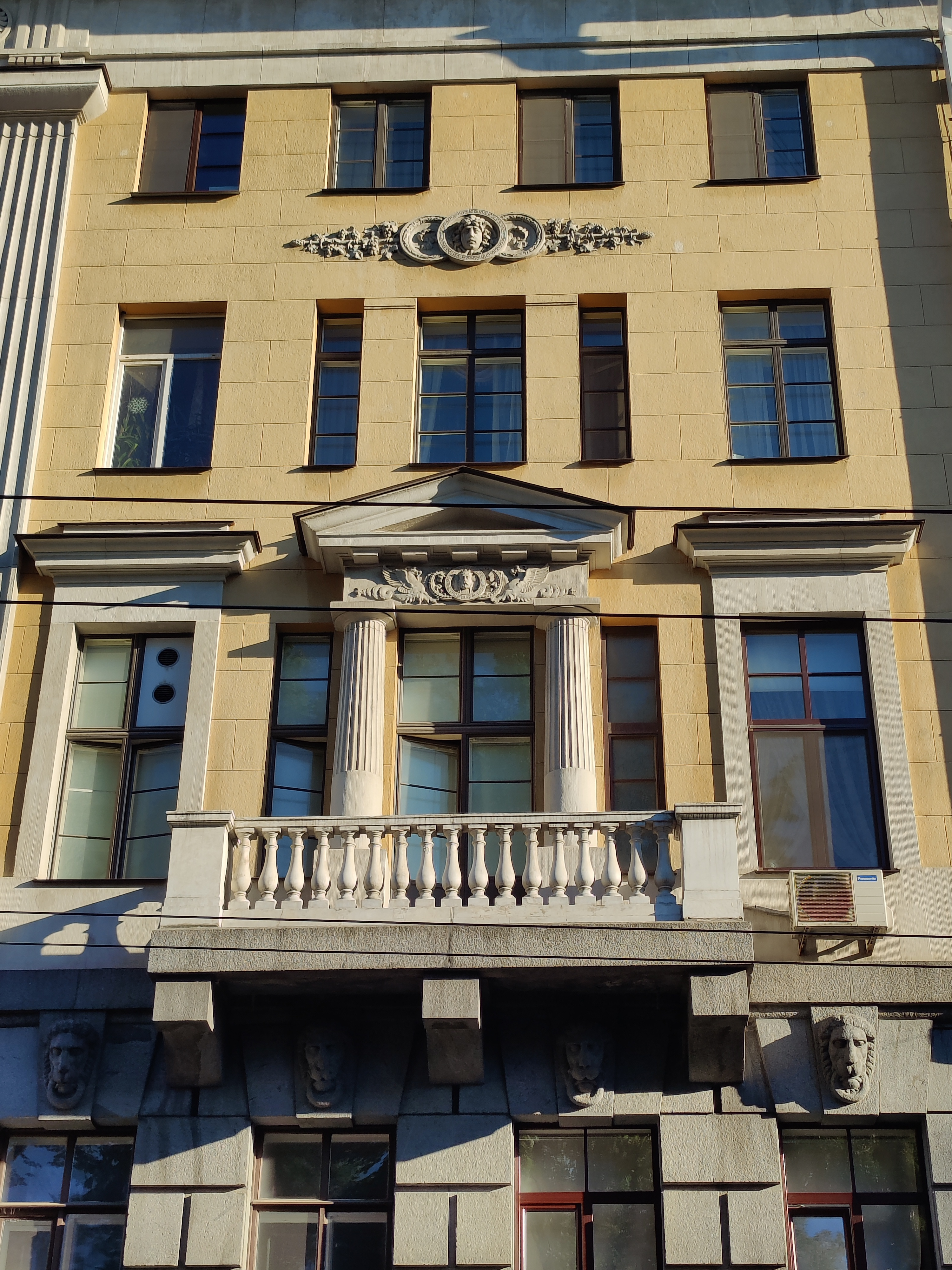
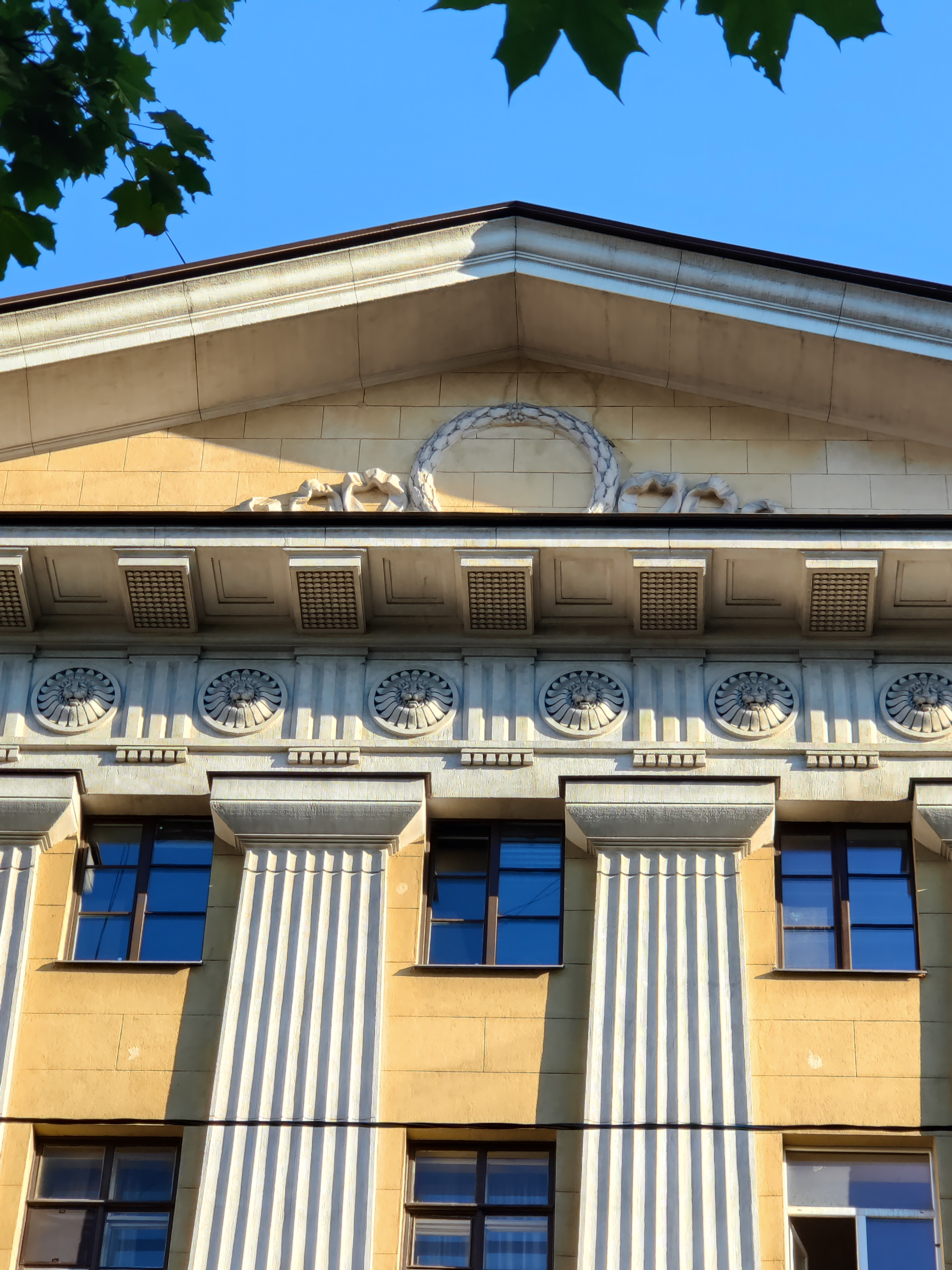